# Maurice Guigue
Maurice Alexandre Guigue (Arles, 4 agosto 1912 – Marsiglia, 26 febbraio 2011) è stato un arbitro di calcio e calciatore francese.
Prima di intraprendere la carriera arbitrale, ha giocato a livello amatoriale per SC Arles, SC Orange e JS Toulonnaise ed ha lavorato anche come gendarme.
Tra le gare da lui dirette, spiccano la finale di Coppa di Francia 1955-1956 tra Sedan e Troyes e la finale del campionato del mondo 1958 tra Brasile e Svezia. È stato il secondo arbitro francese, dopo Georges Capdeville, a dirigere una finale di Coppa del Mondo.
Nel 1976 la FIFA gli conferisce il prestigioso "FIFA Special Award".
È morto nel 2011 all'età di 98 anni.